# Moritz Schäfer

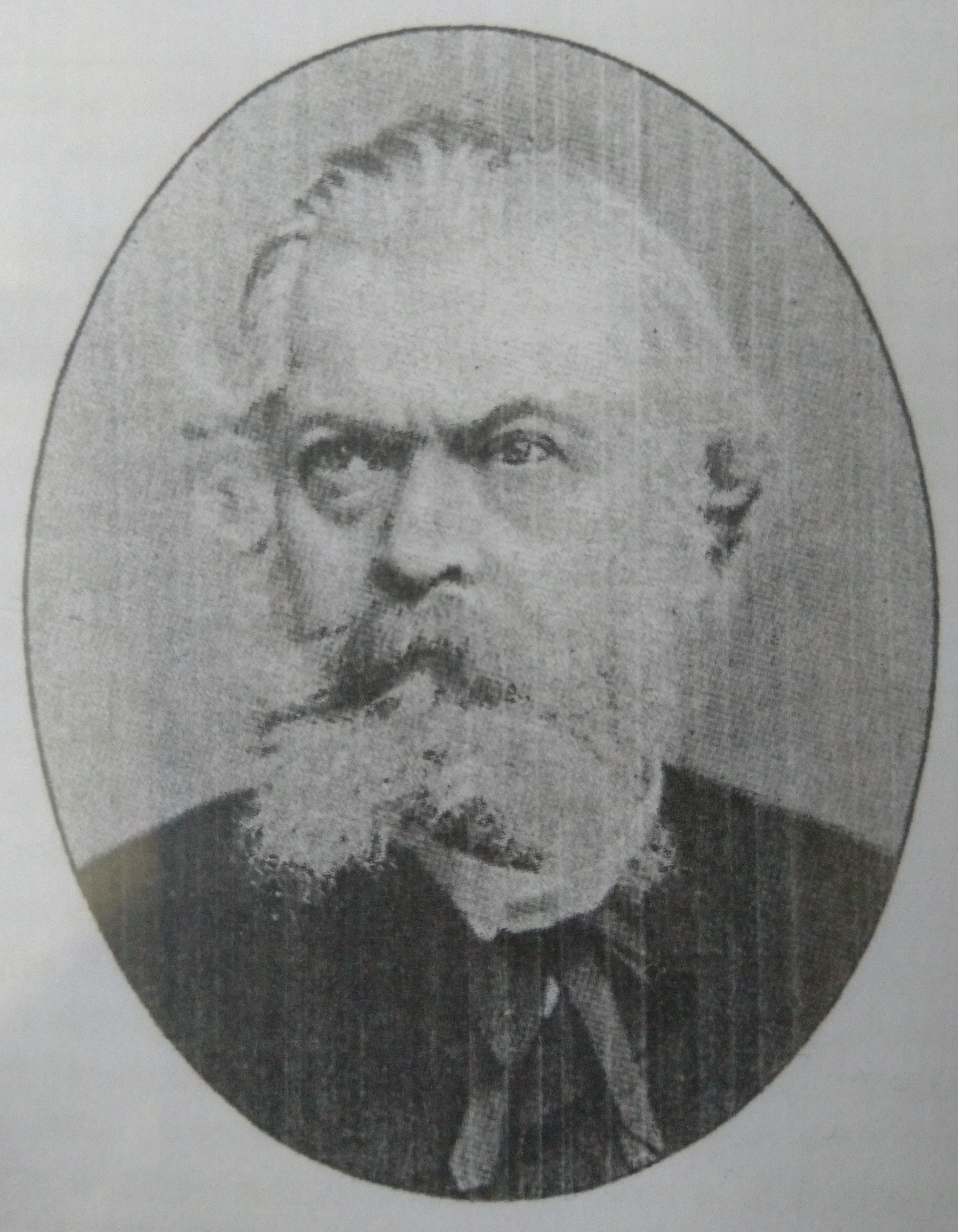
Moritz Schäfer

Gustav Moritz Schäfer (* 1826; † 18. März 1888), der jüngere Bruder Ernst Schäfers, gründete 1863 in Leipzig die Wochenzeitschrift „Die Mühle“, nach dem Erscheinen einer Zeitschrift auch für „Mühlenzeugarbeiter“ zwischen 1844 und 1856 in Weimar die seinerzeit erste und auch einzige beständige Zeitschrift für Mühlenwesen.

## Leben
Moritz Schäfer wurde 1826 geboren. Die Mühle Hommel in Skassa in Großenhain gehörte zur Familie seiner Mutter, sein Vater starb früh, wohl noch in seiner späten Kindheit. Sein fünf Jahre älterer Bruder Ernst gründete 1844 den Ernst Schäfer Verlag, ging nach vier Jahren aber schon nach Amerika, um den Verlag Schäfer und Koradi aufzubauen. Moritz führte diesen Verlag ab 1848 unter dem Namen seines Bruders weiter. Der Name des Verlags wurde 1864 in seinen heutigen Namen Moritz-Schäfer-Verlag umbenannt, ein Jahr, nachdem er die Zeitschrift Die Mühle gegründet hatte.
Das Verlagsprogramm war geprägt von Heraldik, Numismatik, Geographie, Musik und seiner Herkunftsbranche, dem Mühlenwesen. Fachzeitschriften beispielsweise für Dachdecker oder Uhrmacher wurden durch den Profit der Fachzeitschrift Die Mühle finanziert, dann aber mangels Gewinn wieder eingestellt.
„Lange Zeit“ vor 1869, in der Moritz Schäfer auch Kassierer des Sächsischen Mühlenverbands gewesen ist, hatte er diesen mitbegründet.
1864 rief er die Müller zu regelmäßigen gewerblichen Versammlungen auf. Moritz Schäfer befand sich im Gründungsausschuss, als 1865 in Dresden 51 Teilnehmer der ersten Versammlung deutscher Müller und Mühleninteressenten ein provisorisches Gründungskomitee mit Jos. Van der Wyngaert als Vorsitzenden und Karl Müller als Generalsekretär wählten. Nach großen Meinungsverschiedenheiten zwischen Müller und Wyngaert trat Müller nach wenigen Monaten zurück. Ende Mai 1867 wurde in Berlin schließlich der Verband deutscher Müller und Mühleninteressenten unter Wyngaerts Vorsitz gegründet.
Versammlungen des Verbandes fanden nun jährlich beispielsweise in Berlin, Leipzig, Köln, Stuttgart oder Frankfurt statt und es entstand ein stärkeres Interesse an mühlentechnische Fragen rund ums Recht, Steuer, Maschinen, Versicherung und Gebühren. Daraufhin stieg die Auflage Moritz Schäfers Mühlenzeitschrift Die Mühle. Wohl auf Einfluss von Wyngaert hin, wobei es wegen dessen Maschinennachbauten zudem zum Rechtsstreit kam, gliederte Schäfer Anzeigen kooperierender Firmen in das Beilagenblatt „Deutscher Mühlen-Anzeiger“ aus, was bis 1943 so beibehalten wurde. Wie vor der Trennung von der Zeitschrift Die Mühle und Jos. van der Wyngaert ans Licht kam, hatte dieser für in der Zeitschrift abgedruckte Maschinenbeschreibungen Geld angenommen.
1869 wurde vom Sächsischen Mühlenverband in Zusammenarbeit mit der Zeitschrift „Die Mühle“ auf dem Leipziger Marienplatz die erste große Müllereimaschinenausstellung veranstaltet, an der auch ausländische Aussteller vertreten waren und die von fast 10.000 Personen besucht wurde.
1873 wurde Moritz Schäfer bis mindestens 1876 Mitglied des Leipziger Museums für Völkerkunde.
1875 übernahm Wilhelm Kunis anstelle von Jos. van der Wyngaert die Redaktion und versuchte die Leserschaft der Zeitschrift nicht mehr nur hauptsächlich auf die Mitglieder des Verbandes deutscher Müller und Mühleninteressenten zu beschränken. Die Anzahl der Leser, die zu rund zwei Drittel aus den Mitgliedern des Verbands bestand, verdoppelte sich innerhalb der nächsten zwanzig Jahre auf etwa 4.000, während sich die Mitgliederzahl des Verbandes in der gleichen Zeit nur um etwa 50 Personen erhöhte.
Nach Vergrößerungen des Formats in den Jahren 1870 und 1882, hat sich dieses seitdem nicht mehr ausschlaggebend verändert.
1885 ernannte die Müllerei-Berufsgenossenschaft Moritz Schäfers Mühlenzeitschrift zum Vereinsblatt.
Moritz Schäfer war verheiratet mit Bertha Schäfer (geborene Haeckel; * 1831; † 1919) und starb Anfang 1888. Seine Witwe ließ den Verlag nach dessen Tod von Moritz Hornickel († 18. Juli 1897) und dann von Wilhelm Kunis, Otto und Julius Thierbach weiterführen.
2019 feierte der heute noch bestehende, als Ernst-Schäfer-Verlag gegründete Moritz-Schäfer-Verlag 175-jähriges Jubiläum.